# Kaplica św. Rocha w Międzyrzecu Podlaskim
Kaplica św. Rocha – rzymskokatolicka kaplica cmentarna na katolickim cmentarzu w Międzyrzecu Podlaskim.

## Historia
Kaplica została wzniesiona na cmentarzu katolickim (ówcześnie obojga obrządków – łacińskiego i unickiego) w 1839, zastępując starszy budynek drewniany; nekropolia istniała od 1807. W 1884 budynek został przekształcony w zwykły dom przedpogrzebowy, zaś trzy lata później zaadaptowany na kaplicę prawosławną (od 1874 na nekropolii istniała kwatera tego wyznania). Prawdopodobnie już w 1915 obiekt został zrewindykowany na rzecz Kościoła łacińskiego i pięć lat później powtórnie wyświęcony. W latach 2002–2003 miał miejsce gruntowny remont obiektu.

## Architektura
Kaplica św. Rocha jest budowlą klasycystyczną, wzniesioną na planie ośmioboku, murowaną i otynkowaną. Wejście do budynku zdobione jest portalem zdobionym dwiema półkolumnami, zamkniętym nadwieszonym łukiem. Dach kaplicy jest ośmiopołaciowy i zwieńczony czworoboczną sygnaturką z gałką z krzyżem. W tylnej ścianie budowli wmurowane są trzy granitowe tablice nagrobne: Jana Kozłowskiego i Jana Kozawińskiego (odpowiednio z 1833 i 1867); trzecia tablica jest nieczytelna, widoczne jest jedynie imię zmarłego – Stanisław.
We wnętrzu kaplicy znajduje się ołtarz z obrazem patrona kaplicy, wykonany prawdopodobnie po rewindykacji obiektu przez katolików w 1915.